# Terepai Maea
Terepai Maea (ur. 14 maja 1967) – bokser z Wysp Cooka, olimpijczyk.
Wystąpił na Letnich Igrzyskach Olimpijskich 1988 w wadze lekkiej. W 1/32 finału miał wolny los, zaś w 1/16 finału przegrał przez RSC z Jamajczykiem Markiem Kennedym. Prawdopodobnie uczestniczył w Igrzyskach Wspólnoty Narodów 1990 w wadze lekkopółśredniej.